# 鉾田市立串挽小学校
鉾田市立串挽小学校（ほこたしりつ くしひきしょうがっこう）は、茨城県鉾田市串挽に所在する公立の小学校。

## 沿革
- 1877年（明治10年）2月8日 - 地蔵院敷地を借用し、串挽小学校を開設する[1]。

## 通学区域
- 高田、堀之内の一部、串挽上、串挽下[2]

## 進学先中学校
- 鉾田市立鉾田南中学校

## 年間行事
串挽祭り
秋季大運動会